# Odziedziczalność
Odziedziczalność, wskaźnik odziedziczalności ({\displaystyle h^{2},} ang. heritability) – miara statystyczna, która opisuje proporcję wariancji fenotypowej współzmiennej z wariancją genetyczną w stosunku do ogólnej zmienności w próbie. Wyraża odpowiedź na pytanie: jaka część całej zaobserwowanej zmienności fenotypu była wyjaśniana (w sensie statystycznym) przez zaobserwowaną zmienność genetyczną?
Wskaźnik odziedziczalności jest, fundamentalnie, oszacowaniem korelacji z próby. Dotyczy jedynie populacji i środowiska, które reprezentuje owa próba, i nie uprawnia (bez dodatkowych założeń i informacji) do uogólnień na inne grupy czy środowiska, do porównań między nimi, ani do wnioskowania o przyczynowości. Współzmienność genetyczna nie zawsze jest mierzona bezpośrednio – często oszacowuje się ją na podstawie pokrewieństwa, co zwiększa wpływ czynników zakłócających. Wysoki poziom odziedziczalności danej cechy opisuje jedynie status quo zaobserwowane w próbie – nie mierzy potencjalnej plastyczności tej cechy w niezaobserwowanych warunkach, ani nie oznacza, że musi się ona ujawnić w momencie narodzin czy w żadnym innym zdeterminowanym momencie. Do takich wniosków uprawnia poznanie mechanizmów przyczynowych, na przykład przez eksperymentalną kontrolę zmiennych – a wskaźnik odziedziczalności to jedynie korelacja. Sama korelacja to nie przyczynowość.
Ilustracją problemów z interpretacją pojęcia jest fakt, że w całej populacji ludzkiej posiadanie dwóch rąk ma wskaźnik odziedziczalności bliski 0% (ponieważ zdecydowana większość obserwowanej zmienności tej cechy ma przyczyny środowiskowe). Inną ilustracją jest fenyloketonuria, choroba o całkowicie genetycznym mechanizmie i pełnej odziedziczalności, której objawom można w pełni zapobiec dzięki diagnozie i stosowaniu odpowiedniej diety.
Pojęcie bywa mylnie utożsamiane z pojęciami „dziedziczność” lub „dziedziczenie” (zob. chromosomowa teoria dziedziczności i dziedziczenie chromosomowe, pozachromosomowe, mitochondrialne), które dotyczą biologicznych – niezależnych od środowiska – przyczynowych mechanizmów przekazywania cech organizmów określonego gatunku z pokolenia na pokolenie. Może to prowadzić do błędnych interpretacji niektórych badań, np. prób oszacowania odziedziczalności IQ ludzi. Wyniki testów inteligencji przedstawicieli różnych pokoleń są obciążone nieznanym błędem, ponieważ porównuje się próby z populacji żyjących w różnych warunkach (takie porównania mogą być pseudonaukowym uzasadnianiem rasizmu).

## Opis matematyczny
Pojęcia odziedziczalności używa się w szerokim oraz w wąskim rozumieniu:
- odziedziczalność w szerokim rozumieniu ({\displaystyle h_{B}^{2},} ang. broad-sense heritability) – dotyczy jedynie głównych składników wpływających na zmienność fenotypową – czynników genetycznych, bez ich części składowych;
- odziedziczalność w wąskim rozumieniu ({\displaystyle h_{A}^{2},} ang. narrow-sense heritability) – stosunek wariancji addytywnej do wariancji fenotypowej, czyli udział jedynie czynnika genetycznego (genów otrzymanych od rodziców) w zmienności zachowania.

Odziedziczalność informuje, jak duża część zmienności danej populacji jest współzmienna ze zmiennością genetycznych. Zmienność populacji czy też rozproszenie poszczególnych wartości wyraża wariancja, którą określa się jaką średnią arytmetyczną kwadratów odchyleń od wartości średniej. Wyliczona w ten sposób wartość wariancji stanowi sumę dwóch jej składników: wariancji genetycznej i wariancji środowiskowej, co można zapisać za pomocą wzoru w następujący sposób:
{\displaystyle V_{P}=V_{G}+V_{E}.}
Tak więc odziedziczalność będzie stanowiła proporcję pomiędzy wariancją genetyczną a całkowitą wariancją fenotypową, zgodnie z wzorem:
{\displaystyle h^{2}={\frac {V_{G}}{V_{G}+V_{E}}}.}
Wartość 1 znaczyłaby, że zmienność danej cechy zależałaby tylko od genów. Byłoby tak, gdyby na przykład wartość jakiejś cechy u potomstwa była średnią tej wartości u jego rodziców. Odziedziczalność mniejsza od 1 (a więc i mniejsza korelacja pomiędzy wartością cechy u potomstwa i rodziców) wskazuje na rolę czynników środowiskowych. W celu oszacowania odziedziczalności zazwyczaj prowadzi się badania laboratoryjne, które pozwalają na eksperymentalną kontrolę czynników zakłócających, rzadziej obserwacje w naturze. Rzeczywiste wartości odziedziczalności leżą zazwyczaj w przedziale pomiędzy 0,1 a 0,9. Według Turkheimera, „wszystko jest trochę odziedziczalne”. U człowieka rozumnego takie cechy, jak wzrost, długość palców czy szerokość głowy cechują się odziedziczalnością 0,84–0,94, natomiast wzorce linii papilarnych już 0,86.